# استادبزرگ شطرنج
استاد بزرگ عنوانی برای بازیکنان بسیار قوی شطرنج است که توسط فدراسیون جهانی شطرنج به آنان اعطا می‌شود. به غیر از قهرمان جهان شدن، استاد بزرگ، بالاترین عنوانی است که یک بازیکن شطرنج می‌تواند به آن دست پیدا کند.
درجه دیگری با نام استاد بزرگ زنان وجود دارد که مخصوص شطرنج‌بازان زن است، اما زنان می‌توانند درجه استاد بزرگ را هم کسب کنند. تا سال ۱۹۷۸ هیچ زنی به این درجه دست نیافته بود. در این سال نونا گاپرینداشویلی قهرمان شطرنج زنان جهان با تصمیم ویژه فدراسیون جهانی شطرنج، به این عنوان نائل آمد. سوزان پولگار در سال ۱۹۹۱ هم نخستین زنی شد که با طی مراحل انتخابی به این عنوان دست می‌یابد. از سال ۲۰۰۰ تاکنون معمولاً شطرنج‌بازانی که در ده رتبه اول رنکینگ فیده بین زنان قرار دارند این درجه را نیز کسب کرده‌اند.

## شرایط دریافت عنوان
امروزه به کسی استادبزرگ شطرنج گفته می‌شود که به ریتینگ دست‌کم ۲۵۰۰ رسیده و در سه تورنمنت بین‌المللی که از شرایط خاصی (حضور استاد بزرگان دیگر، تعداد مسابقات و میانگین ریتینگ شرکت‌کنندگان و…) برخوردارند، امتیاز مطلوبی را که به نُرم استاد بزرگی معروف است، نیز به دست آورده باشد. این عنوان همچنین به قهرمان جوانان جهان (زیر ۲۰ سال)، قهرمان شطرنج زنان جهان و قهرمان پیش‌کسوتان جهان و ۱۶ نفر اول جام جهانی شطرنج هم در صورتی که پیش از آن این درجه را کسب نکرده باشند، اعطا می‌شود.

## سابقه
در سال ۱۸۳۸ برای نخستین بار عبارت استادبزرگ توسط یک خبرنگار درباره شطرنج‌باز درگذشته ویلیام لوئیس به کار برده شد. در مسابقات جهانی سال ۱۹۰۷ در آلمان عنوان استادبزرگ (به آلمانی Großmeister) به برندگان مسابقه داده شد. همچنین مسابقات ۱۹۱۲ اسپانیا نیز «رویداد تعیین استادبزرگ» نامیده شده بود. در سال ۱۹۱۴ بنابر برخی گزارش‌ها تزار نیکلای دوم به شرکت‌کنندگان در تورنمنت سن پترزبورگ درجه استادبزرگ را به‌طور رسمی اعطا کرد. همچنین فدراسیون‌های گوناگون شطرنج در کشورهای مختلف، تا پیش از سال ۱۹۵۰ بارها از این عبارت به صورت غیررسمی استفاده می‌کردند.
در سال ۱۹۵۰ فدراسیون جهانی شطرنج برای نخستین بار، ۲۷ بازیکن را رسماً به عنوان استادبزرگ معرفی کرد. در سال‌های بعد، ارائه این عنوان به افراد، تحت اثر اغراض سیاسی کشورها قرار گرفت؛ بنابراین در سال ۱۹۵۳ برای نخستین بار فدراسیون جهانی شطرنج شرایط و ضوابطی را تعریف کرد که بر آن اساس آن اعطای این عنوان به افراد صورت می‌گرفت. بعدها این شرایط و ضوابط در تغییرات سال‌های ۱۹۵۷، ۱۹۶۵ و ۱۹۷۰ دست‌خوش تغییراتی شد.

## وضعیت کنونی
در سال ۱۹۷۰ در سراسر جهان تنها ۸۸ نفر عنوان استادبزرگ شطرنج داشتند که از این تعداد ۳۳ نفر آنان اهل شوروی بودند. امروزه اما این تعداد به بیش از هزار و هفتصد نفر رسیده‌است.
ساده‌تر و ارزان‌تر شدن سفرهای هوایی باعث شده‌است تا ترکیب قهرمانان نیز به شوروی و اروپای شرقی محدود نباشد.
از سوی دیگر در حالی که ریتینگ استادبزرگ سوم جهان در سال ۱۹۸۹ تنها ۲۶۵۰ بود، امروزه امتیاز نفرات برتر جهان به شکل چشم‌گیری افزایش یافته‌است. به گونه‌ای که همه نفرات اول تا سوم مسابقات جهانی در ژوئیه ۲۰۱۱، امتیازی بیش از ۲۸۰۰ داشته‌اند.
افزایش بی‌سابقه شمار استادبزرگ‌های شطرنج بعد از سال ۲۰۰۸، برخی مقامات فیده را به این فکر انداخته که فدراسیون جهانی شطرنج باید عنوان جدیدی به نام «استادبزرگ نخبه» نیز معرفی نماید. هم‌اینک عنوان «سوپر استادبزرگ شطرنج» توسط بازیکنان این بازی و به‌طور غیررسمی برای استادبزرگ‌های با امتیاز بیش از ۲۷۰۰ به کار می‌رود.

## در ایران

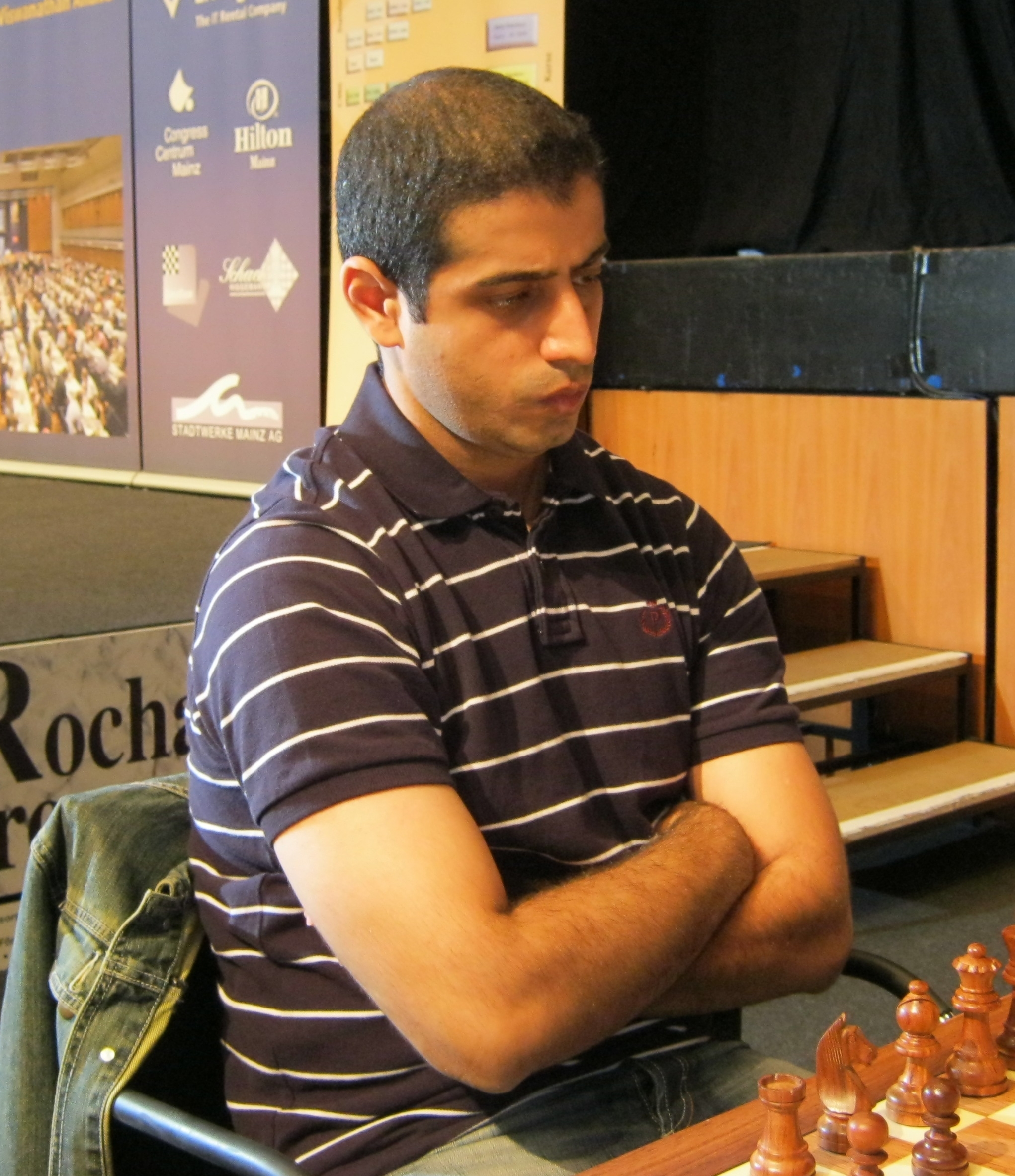
احسان قائم مقامی نخستین استادبزرگ شطرنج ایران و دارنده رکورد گینس است

تاکنون ۲۲ شطرنج‌باز ایرانی موفق به کسب عنوان استاد بزرگ شطرنج شده‌اند.
نخستین نفر احسان قائم‌مقامی بود که در سال ۲۰۰۱ به این عنوان دست یافت و پس از آن ۲۱ فرد دیگر نیز به این عنوان دست یافتند.
بیست و یک استادبزرگ دیگر ایران به ترتیب امیر باقری، الشن مرادی، مرتضی محجوب، شجاعت قانع، همایون توفیقی، اصغر گلی‌زاده، پوریا درینی، حسن عباسی‌فر، پویا ایدنی، پرهام مقصودلو، امیررضا پوررمضانعلی، شاهین لرپری زنگنه، مسعود مصدق‌پور، محمد امین طباطبایی، علیرضا فیروزجا، آرین غلامی، خلیل موسوی، مهدی غلامی اوریمی، سینا صادقی، سینا موحدو بردیا دانشور بوده‌اند.
در بین این بیست و یک نفر، علیرضا فیروزجا در مرداد سال ۱۳۹۸، پرهام مقصودلو در مهر ۱۴۰۰ و محمد امین طباطبایی در فروردین ۱۴۰۳ توانستند به ریتینگ بالای ۲۷۰۰ برسند تا سه سوپر استادبزرگ تاریخ شطرنج ایران لقب گیرند.
همچنین ۷ زن ایرانی نیز تاکنون موفق به کسب عنوان استاد بزرگ شطرنج زنان شده‌اند، که عبارتند از: شادی پریدر، آتوسا پورکاشیان، سارا خادم الشریعه، درسا درخشانی، غزل حکیمی‌فرد ، میترا حجازی‌پور و مبینا علی نسب. که در این میان سارا خادم الشریعه و درسا درخشانی به درجه استاد بین‌المللی شطرنج هم رسیده‌اند.
از جمع اسامی فوق تاکنون ۴ استاد بزرگ شامل امیر باقری، الشن مرادی، حسن عباسی‌فر و علیرضا فیروزجا و ۵ استاد بزرگ زنان شامل آتوسا پورکاشیان، درسا درخشانی، غزل حکیمی‌فرد، میترا حجازی‌پور و سارا خادم الشریعه به صورت رسمی از پرچم ایران خارج شده، و با پرچم سایر کشورها در مسابقات شطرنج شرکت  می‌کنند.